# Kristian Ipsen
Kristian Bettega Ipsen (ur. 20 października 1992 w Walnut Creek) – amerykański skoczek do wody, brązowy medalista olimpijski. 
Jego największym sukcesem jest brązowy medal igrzysk w Londynie (2012) w parze z Troyem Dumais. Ma on na swoim koncie także srebro mistrzostw świata w Rzymie (2009) oraz srebro igrzysk panamerykańskich w Guadalajarze (2011).